# Nodaria
Nodaria är ett släkte av fjärilar. Nodaria ingår i familjen nattflyn.

## Dottertaxa tillNodaria, i alfabetisk ordning[1]
- Nodaria adra
- Nodaria aesoapusalis
- Nodaria aethiopalis
- Nodaria angulata
- Nodaria arcuata
- Nodaria assimilata
- Nodaria cidarioides
- Nodaria cinerea
- Nodaria cinerealis
- Nodaria cingala
- Nodaria cornicalis
- Nodaria dentilineata
- Nodaria dinawa
- Nodaria discisigna
- Nodaria discolor
- Nodaria dubiefae
- Nodaria epiplemoides
- Nodaria externalis
- Nodaria factitia
- Nodaria flavicosta
- Nodaria flavifusca
- Nodaria formosana
- Nodaria grisea
- Nodaria hispanalis
- Nodaria indecisa
- Nodaria indistincta
- Nodaria insipidalis
- Nodaria levicula
- Nodaria lophobela
- Nodaria lunifera
- Nodaria melaleuca
- Nodaria melanopa
- Nodaria niphona
- Nodaria nodosalis
- Nodaria olivacea
- Nodaria pacifica
- Nodaria papuana
- Nodaria parallela
- Nodaria praetextata
- Nodaria similis
- Nodaria stellaris
- Nodaria superior
- Nodaria terminalis
- Nodaria tristis
- Nodaria turpalis
- Nodaria unicolor
- Nodaria unipuncta
- Nodaria verticalis